# ウシウマ
ウシウマは、種子島などで飼育されていた日本在来馬の一品種で絶滅した小型の家畜馬である。

## 形態
全高は1mから1.3m、全長は約1.5m。耳介が長く、全身の毛に上毛を、たてがみや尾に長毛を欠く。細く縮れた下毛のみが生えていたが、夏にはほとんど無毛となった。

## 歴史
1598年（慶長3年）、慶長の役で明軍が使役していたものを島津義弘が朝鮮半島から10頭を持ち帰ったのが始まりともされるが、その起源には不明な部分が多い。同様の貧毛型の馬は、アジア中部からヨーロッパ南部にかけて飼育されている馬の中にしばしば見出されるため、モウコウマの突然変異とも、ヨーロッパ産、中東産ともされるが、はっきりした起源は不明である。
義弘は持ち帰ったウシウマを鹿児島城内の厩舎で飼養したが繁殖は上手く運ばず、1683年（天和3年）に島津光久が種子島久時に3頭を与え、より気候が温暖な種子島での繁殖が試みられた。島内の安城村に芦野牧が開設、専任の奉行職も創設され、藩事業としての繁殖が始まる。この試みは功を奏し、明治時代を迎える頃には繁用頭数は約60頭（50-60頭という説もある）まで増加した。
しかし1869年（明治元年）、芦野牧が廃止されると、以後は島内住民の繁殖に対する関心が急速に薄れ、頭数が急減。1900年代には1頭まで減少した。これを憂えた安城村の士族で豪農だった田上七之助が島内で在来馬との自由繁殖を試みて頭数確保に尽力し、上野動物園への寄贈や、鳴尾競馬場での単走競馬などを行って人々の関心喚起を図った。こうした活動を経て、昭和初期には十数頭まで増え、1931年（昭和6年）に国の天然記念物に指定された。1941年（昭和16年）に勃発した太平洋戦争による食糧難や管理の不徹底により、残った個体も食用に供されるなどし、終戦後の1946年（昭和21年）6月頃、西之表の安城牧場で飼育されていた最後の雄個体「第四田上号」が死に、ウシウマは絶滅した。天然記念物の指定は1956年（昭和31年）に解除されている。
鹿児島県立博物館（第四田上号、鹿児島県指定天然記念物）と種子島開発総合センター（第二平山号、西之表市指定天然記念物）に骨格標本が保管されている。